# Robert Barkley Shaw
Pour les articles homonymes, voir Shaw.
Robert Barkley Shaw, né le 12 juillet 1839 à Upper Clapton et mort le 15 juin 1879 à Mandalay, est un explorateur et diplomate britannique. 
Il est un des premiers voyageurs anglais à entrer à Kashgar en Asie centrale où il a établi une relation avec le chef local.

## Biographie
Robert Shaw est né à Upper Clapton à Londres. il étudie au Marlborough College et au Trinity College de Cambridge. Incapable de recouvrer la santé après une crise de rhumatisme articulaire aigu, il renonce à entrer dans l'armée, et en 1859 se rend à Kangra dans l'Himalaya, où il s'installe comme planteur de thé. 
Il s'intéresse à l'exploration du pays alors presque inconnu au nord du Karakoram ; après une ou deux tentatives d'excursions, il part en mai 1868 pour le Turkestan oriental en se présentant comme marchand.
En septembre 1868, il accepte de rencontrer son rival anglais George W. Hayward autour du feu de camp dans les montagnes de Yarkand. La mission de Shaw n'est pas de nature militaire mais principalement commerciale. Shaw continue en avant pendant que son collègue descend dans les gorges de la rivière du Karakoram. Shaw envoie des cadeaux à Yakub Beg, espérant le rencontrer en premier.
Il atteint Yarkand où il est cordialement reçu le 8 décembre. Hayward est également arrivé. Ils continuent à vivre dans des logements séparés. À Kashgar, le 11 janvier 1869, Shaw est escorté dans le palais et, le lendemain matin, mène une réunion réussie avec Yakub Beg, qui a récemment renversé la domination chinoise et est à la tête de la région. Dans un compte rendu détaillé de son journal, Shaw décrit l'expérience comme étant celle d'un autre monde. Il parle un peu le persan et réussit à transmettre le but de sa visite, ouvrir une route commerciale, notamment celle du thé indien.
Hayward et Shaw se retrouvent tous les deux en résidence surveillée ; mais dans le secret, ils établissent des contacts hors des murs de Kashgar. Un de ces correspondants appelé simplement Mirza est peut-être un agent double ; mais Mirza Shuja est un musulman indien parfaitement honorable qui a besoin d'aide. Il apparait à l'insu de Shaw que Mirza est un pandit de l'armée indienne, qui a été envoyé de l'autre côté de la frontière. Pendant trois mois, Shaw reste sans nouvelles de l'indien, qui fait peur à Saint-Pétersbourg car les Russes pensent qu'il a été envoyé pour déclencher une révolte musulmane en Asie centrale. Sans que Shaw ne le sache, Yakub Beg cherche depuis longtemps la reconnaissance diplomatique de Saint-Pétersbourg. Mais lorsqu'il rencontre à nouveau le roi le 5 avril 1869, il est accueilli par un « Je te déclare, mon frère ». Yakub Beg cherche une alliance avec la reine d'Angleterre et le « Lord Sahib ». Shaw exige alors que Hayward et Mirza soient libérés.
Shaw revient par le col du Karakoram en Inde. Le verdict est que l'expédition a eu un esprit audacieux et aventureux, mais que les résultats sont insuffisants. L'établissement de nouvelles amitiés sur la Route de la Soie a néanmoins permis de garder la Route de la Soie ouverte aux commerçants d'Est en Ouest. De plus Shaw est reconnu officiellement comme étant au service de l'Empire britannique pour permettre de mettre le sceau sur une nouvelle entente avec la Russie qui serait conclue par son neveu, Francis Younghusband. Sur l'avers, Yakub Beg est ciblé par les Russes pour assassinat, fermant la Route de la Soie. 
Gladstone espère  la fondation d'un État tampon pour protéger l'Inde britannique de l'invasion, construit sur un réseau d'alliances diplomatiques et d'amitiés. Le libéralisme économique et le libre-échange visent à ouvrir des routes vers l'Extrême-Orient à travers les Karakorams. Shaw estime qu'il y a potentiellement 60 millions de clients en Kashgarie qui attendent ses caravanes de thé. Lord Mayo, le vice-roi de l'Inde, l'autorise à se joindre à une nouvelle expédition en 1869 sous la direction de Thomas Douglas Forsyth, un haut responsable politique, pour cimenter l'amitié avec Yakub Beg et prévenir l'agression russe.
Cependant, lorsque la mission atteint Yarkand, Forsyth découvre que Yakub Beg se trouve à 1 000 milles à l'est, implorant la paix avec les Russes. 
Shaw est un personnage énigmatique, difficile à connaître et peu compris ; lorsque le groupe revient, ils comprennentt à quel point la stratégie est risquée pour Lord Mayo ; les années 1870 sont une période d'annexion russe implacable. Mais alors qu'une politique avancée émerge après 1874, les avertissements de Shaw se révélent bien fondés sur la vulnérabilité des cols du Pamir en Inde et sur l'importance du royaume de Kashgarie pour l'Afghanistan britannique.
En 1872, la Royal Geographical Society lui décerne sa médaille d'or. Henry Rawlinson déclare que cette distinction lui est décernée « pour les services qu'il a rendus à la cause de la géographie en explorant le Turkestan oriental ; et surtout pour ses très précieuses observations astronomiques ». 
En reconnaissance de ses services au gouvernement, Lord Mayo le nomme au département politique et il est nommé co-commissaire britannique au Ladakh. En 1875, il se rend à Yarkand chargé du traité ratifié conclu par Thomas Douglas Forsyth l'année précédente. 
En 1878, il est nommé résident à Mandalay en Haute-Birmanie, partie centrale et septentrionale de l'actuel Myanmar. La Haute-Birmanie est un royaume indépendant, tandis que la Basse-Birmanie fait partie de l'Empire britannique. Pendant sa période à ce poste, le roi Mindon de Birmanie meurt en octobre 1878 et est remplacé par le roi Thibaw. 
Shaw meurt à Mandalay le 15 juin 1879. 

## Publications
- 1871 : A Visit to High Tartary, Yarkund, and Kashgar, Londres
- 1875 : A Sketch of the Turki Language as spoken in Eastern Turkestan, Lahore
- 1876 : The Ghalchah Languages, Calcutta